# Moechotypa attenuata
Moechotypa attenuata là một loài bọ cánh cứng trong họ Cerambycidae.